# Scottish Division One 1898/99
Die Scottish Football League Division One wurde 1898/99 zum sechsten Mal ausgetragen. Es war zudem die neunte Austragung der höchsten Fußball-Spielklasse innerhalb der Scottish Football League, in der der Schottische Meister ermittelt wurde. Sie begann am 20. August 1898 und endete am 2. Januar 1899. In der Saison 1898/99 traten 10 Vereine in insgesamt 18 Spieltagen gegeneinander an. Jedes Team spielte jeweils einmal zu Hause und auswärts gegen jedes andere Team. Es galt die 2-Punkte-Regel. Bei Punktgleichheit waren die Vereine (mit derselben Punktausbeute) gleich platziert.
Die Glasgow Rangers gewannen zum insgesamt zweiten Mal in der Vereinsgeschichte die schottische Meisterschaft. Die Rangers gewannen den Titel ohne jeglichen Punktverlust, was bisher nicht wiederholt werden konnte. Absteiger war Partick Thistle, das keine Wiederwahl von den anderen Ligamitgliedern bekam und in die Division Two abstieg. Torschützenkönig wurde mit 25 Treffern Robert Hamilton von den Glasgow Rangers.

## Vereine
| Verein              | Stadt     | Stadion            |
| ------------------- | --------- | ------------------ |
| Celtic Glasgow      | Glasgow   | Celtic Park        |
| FC Clyde            | Glasgow   | Shawfield Stadium  |
| FC Dundee           | Dundee    | Carolina Port      |
| FC St. Bernard’s    | Edinburgh | Powderhall Stadium |
| FC St. Mirren       | Paisley   | St. Mirren Park    |
| Glasgow Rangers     | Glasgow   | Ibrox Park         |
| Heart of Midlothian | Edinburgh | Tynecastle Park    |
| Hibernian Edinburgh | Edinburgh | Easter Road        |
| Third Lanark        | Glasgow   | Cathkin Park       |
| Partick Thistle     | Glasgow   | Meadowside         |

## Statistik

### Abschlusstabelle
| Pl. | Verein              | Sp. | S  | U | N  | Tore    | Diff. | Punkte |
| --- | ------------------- | --- | -- | - | -- | ------- | ----- | ------ |
| 1.  | Glasgow Rangers (P) | 18  | 18 | 0 | 0  | 079:180 | +61   | 36:0   |
| 2.  | Heart of Midlothian | 18  | 12 | 2 | 4  | 056:300 | +26   | 26:10  |
| 3.  | Celtic Glasgow (M)  | 18  | 11 | 2 | 5  | 051:330 | +18   | 24:12  |
| 4.  | Hibernian Edinburgh | 18  | 10 | 3 | 5  | 042:430 | −1    | 23:13  |
| 5.  | FC St. Mirren       | 18  | 8  | 4 | 6  | 046:320 | +14   | 20:16  |
| 6.  | Third Lanark        | 18  | 7  | 3 | 8  | 033:380 | −5    | 17:19  |
| 7.  | FC St. Bernard’s    | 18  | 4  | 4 | 10 | 030:370 | −7    | 12:24  |
| 7.  | FC Clyde            | 18  | 4  | 4 | 10 | 023:480 | −25   | 12:24  |
| 9.  | Partick Thistle     | 18  | 2  | 2 | 14 | 019:580 | −39   | 06:30  |
| 10. | FC Dundee           | 18  | 1  | 2 | 15 | 023:650 | −42   | 04:32  |

| Zum Saisonende 1897/98 |                           |
| (M)                    | Meister des Vorjahres     |
| (P)                    | Pokalsieger des Vorjahres |

## Wahlprozedere
Die Regularien der Scottish Football League sahen vor, dass sich am Saisonende die zwei schlechtesten platzierten Teams zu Wiederwahl stellen mussten. Abgestimmt wurde auf der jährlichen Hauptversammlung der Scottish Football League, bei der zugleich über Neuaufnahmen entschieden wurde. Dieses Wahlsystem bestimmte bis 1922 den Auf- und Abstieg zwischen der Division One und Division Two.
| Verein          | # Stimmen | Ergebnis            | Division     |
| --------------- | --------- | ------------------- | ------------ |
| FC Kilmarnock   | 15        | aufgenommen         | Division Two |
| FC Dundee       | 10        | wiedergewählt       | Division One |
| Partick Thistle | 5         | nicht wiedergewählt | Division One |
| Leith Athletic  | 2         | nicht gewählt       | Division Two |

## Die Meistermannschaft der Glasgow Rangers
(Berücksichtigt wurden alle Spieler mit mindestens einem Einsatz)
| 1. | Glasgow Rangers |
|    | - Tor: Matthew Dickie - Abwehr: David Crawford, Jock Drummond, Jimmy E. Millar, Bobby Neill, Nicol Smith - Mittelfeld: John Campbell, Neilly Gibson, John McPherson, David Mitchell, Tommy Low, Andrew Sharp, James Sharp - Sturm: Robert Hamilton, Jimmy Millar, Jimmy Oswald, Alex Smith, James Wilkie - Trainer: William Wilton |